# Фёлькерзам, Карл фон
Карл фон Фёлькерзам (1716 — после 1773) — российский генерал-майор.

## Биография
Родился в 1716 году. происходил из лифляндских дворян
С 31 мая 1732 года учился в Сухопутном шляхетном корпусе, из которого был выпущен 23 октября 1738 года в армию подпоручиком.
Числясь в полевых полках, участвовал в походе 1739 года против турок, при втором взятии Перекопа войсками графа Миниха.
В кампанию 1742 и 1743 годов находился в делах под Фридрихсгамом и Гельсингфорсом.
По производстве в 1755 году в чин подполковника, Фёлькерзам в следующем году, с началом Семилетней войны, выступил с походными войсками в Пруссию, где с отличием участвовал в сражениях 19 августа 1757 года при Грос-Егерсдорфе, и 1758 года — при осаде Кольберга, 12 июля 1759 года — при поражении прусского корпуса генерала Воделя при Пальциге и 1 августа того же года, уже в чине полковника, находился в генеральном сражении под Куннерсдорфом. В последнем сражении, командуя Новогородским полком, он был тяжело контужен в левый бок.
В 1760 году произведён в чин бригадира и год спустя назначен в Тобольск обер-комендантом. В 1762 году переведён комендантом в Динамюндскую крепость; 1 сентября 1764 года, по производстве в генерал-майоры, определен комендантом в крепость на реке Эвсте, при впадении её в Двину.
В 1773 году отставлен от службы. Послужной список К. Фелькерзама хранится в Московском отделении архива Главного Штаба (Оп. 25, книга 317 — Архив Истор. Артиллерийского Музея, св. 37, дело № 32).